# Zingiber bradleyanum
Zingiber bradleyanum là một loài thực vật có hoa trong họ Gừng. Loài này được William Grant Craib miêu tả khoa học đầu tiên năm 1912.

## Mẫu định danh
Mẫu định danh: Kerr A.F.G 763; do Arthur Francis George Kerr (1877-1942) thu thập ngày 22 tháng 8 năm 1909 trong rừng rậm nhiệt đới thường xanh khá ẩm thấp ở cao độ 300 m, tọa độ khoảng 18°48′0″B 98°55′0″Đ / 18,8°B 98,91667°Đ trên Doi Suthep, Chiang Mai, Thái Lan. Lectotype lưu giữ tại Vườn Thực vật Hoàng gia tại Kew (K), các isolectotype tại Bảo tàng Lịch sử Tự nhiên Anh tại London (BM), Vườn Thực vật Hoàng gia tại Edinburgh (E), Học viện Trinity ở Dublin, Ireland (TCD).

## Phân bố
Loài này có tại các tỉnh Chiang Mai, Lampang, Lamphun, Mae Hong Son, Phayao, Tak ở miền bắc Thái Lan cũng như tại Myanmar.

## Mô tả
Cây thảo cao 58-63(-100) cm. Thân rễ ruột màu vàng tươi. Thân giả tới 14 lá. Lá hình mác hoặc thuôn dài-hình mác, đỉnh nhọn thon, nhọn, đáy thon nhỏ dần, lá to nhất dài ~40 cm, rộng ~6,5 cm, gần như không cuống, mặt trên nhẵn nhụi, màu xanh lục sẫm với vết màu xám bạc dọc theo gân giữa, mặt dưới rậm lông. Lưỡi bẹ chẻ đôi, dài gần tới 3 cm, rộng 5 mm, màu xanh lục, thưa lông tơ, như thủy tinh tại mép. Bẹ thấp nhất 2-3, các bẹ trên mỏng, màu hồng. Cụm hoa gồm 4 cành hoa bông thóc ở bên, sắp xếp thành đôi trên dưới; cuống các cành hoa dưới dài 2-4 cm, vài lần ngắn hơn cuống các cành hoa trên, vảy xếp lợp che phủ. Cành hoa bông thóc dài ~3-3,5 cm; các lá bắc mặt lưng mỏng, các lá bắc thấp nhất dài 3 cm, màu hồng, các lá bắc trên màu xanh lục với gân màu ánh đỏ. Lá bắc con dài 2,3 cm, rộng 0,3 cm. Đài hoa như thủy tinh, màu trắng trong suốt, dài 9 mm. Các phần khác của hoa màu từ trắng tới màu kem, trừ mào bao phấn màu vàng tươi. Tràng hoa màu trắng, ống tràng dài 3,7 cm; các thùy thuôn dài hoặc thẳng-hình mác, nhọn, dài ~2,3 cm, rộng 3-7 mm. Nhị lép bên với các thùy bên giả lập cánh môi. Cánh môi dài 1,8 cm, rộng 1,3 cm. Bao phấn dài ~1 cm, phần phụ kết nối dài hơn một chút.